# Gnathonargus
Gnathonargus is een geslacht van spinnen uit de familie hangmatspinnen (Linyphiidae).

## Soorten
De volgende soorten zijn bij het geslacht ingedeeld:
- Gnathonargus unicorn (Banks, 1892)